# دانيال مكنيل
دانيال مكنيل (بالإنجليزية: Daniel McNeill)‏ هو سياسي أمريكي، ولد في 19 يوليو 1947 في ألينتاون في الولايات المتحدة، وتوفي في 8 سبتمبر 2017 في بيت لحم في الولايات المتحدة. حزبياً، نشط في الحزب الديمقراطي. وقد انتخب عضو مجلس نواب بنسيلفانيا.